# Montes Reatinos
Los montes Reatinos (en italiano, Monti Reatini) son un macizo montañoso de los Apeninos centrales, y en particular pertenecen a la cadena occidental de los Apeninos Abrucenses. Se encuentran en el Lacio septentrional en el límite con los Abruzos a caballo entre las provincia de Rieti y de L'Aquila. 
La cima principal es el Monte Terminillo (alt. 2.217 m s. n. m.), sede de instalaciones de esquí y meta predilecta del turismo invernal para los ciudadanos romanos y sus alrededores. Otras cimas importantes son el Monte di Cambio (alt. 2081), el Monte Corno (alt. 1735) y el Monte la Tavola (alt. 1696).